# Yvonne De Carlo
Yvonne de Carlo (Vancouver, Kanada, 1922. szeptember 1. – Los Angeles, Kalifornia, 2007. január 8.) kanadai származású amerikai színésznő.

## Életpályája
Szülei: William Middleton ausztrál születésű eladó és Marie DeCarlo (1903–1993) francia színésznő volt. Édesanyja 1919-ben megszökött otthonról, hogy balerina lehessen. Édesapja 1925-ben otthagyta a családot. Ezt követően az olasz nagyszülőkkel élt; Michael DeCarlo-val (1873–1954) és a skót származású Margaret Purvis-sal. Táncolni tanult, majd több kanadai városban lépett fel. Innen szerződtették Hollywoodba. 1942-től szerepelt filmekben. 1960-ban csillagot kapott a Hollywood Walk of Fame-en.
Egzotikus szépsége „a végzet asszonya” (femme fatale) szerepkörére utalta, humora és drámai tehetsége azonban áttörte korlátait. Ismert alakítása a Salome (1945) címszerepe volt.

## Magánélete
1955–1973 között Bob Morgan (1916-1999) amerikai filmkaszkadőr volt a férje.

## Filmjei
- Ifjúság a díszszemlén (Youth on Parade) (1942)
- A merénylet (1942)
- Út Marokkóba (1942)
- Akiért a harang szól (1943)
- Salome Where She Danced (1945)
- Seherezade dala (Song of Scheherazade) (1947)
- Nyers erőszak (Brute Force) (1947)
- Rabszolgalány (Slave Girl) (1947)
- Casbah (1948)
- Calamity Jane és Sam Bass (Calamity Jane and Sam Bass) (1949)
- Keresztül-kasul (1949)
- Sivatagi karvaly (The Desert Hawk) (1950)
- Tomahawk (1951)
- Hotel Sahara (1951)
- Ezüst város (Silver City) (1951)
- A San Francisco-történet (The San Francisco Story) (1952)
- Hurrikán Smith – A kincsvadász (1952)
- Tengeri ördögök (Sea Devils) (1953)
- Sombrero (1953)
- A kapitány paradicsoma (The Captain's Paradise) (1953)
- Vadnyugati vadorzók (1954)
- Szenvedély (Passion) (1954)
- Castiglone grófnő (La contessa di Castiglione) (1954)
- Tízparancsolat (1956)
- Szigetek lángja (Flame of the Islands) (1956)
- Egy gazember halála (Death of a Scoundrel) (1956)
- Angyalok bandája (Band of Angels) (1957)
- A kard és a kereszt (La spada e la croce) (1958)
- Timbuktu (1959)
- Follow the Sun (1961–1962)
- The Virginian (1963–1969)
- McLintock! (1963)
- Az akasztófa árnyékában (1964)
- The Munsters (1964–1987)
- Ellenséges fegyverek (1967)
- Az erő (1968)
- Arizónai útonálló (1968)
- Zorro újabb kalandjai (1974)
- Won Ton Ton, Hollywood megmentője (1976)
- Az árnyékok háza (1976)
- Gyökerek (1977)
- Fantasy Island (1978–1979)
- Gyilkos sorok (1985)
- Amerikai rémregény (1988)
- Cellalakó (1988)
- Oscar (1991)
- Csupasz igazság (1992)
- Mesék a kriptából (1993)